# 梅津寺駅
梅津寺駅（ばいしんじえき）は、愛媛県松山市梅津寺町にある、伊予鉄道高浜線の駅である。駅番号はIY02。

## 歴史
- 1899年（明治32年）7月6日：梅津寺海水浴場の開設に合わせ、臨時駅として開業[4][5]。
- 1930年（昭和5年）6月：納涼台を設置[4]。
- 1931年（昭和6年）5月1日：高浜線の電化と同時に常設化される[4]。
- 1984年（昭和59年）夏：老朽化に伴い、納涼台を撤去[4]。
- 2022年（令和4年）4月1日：無人駅となる。

## 駅構造
相対式ホーム2面2線を有する地上駅で無人駅である。2番線ホームの背後は柵を挟んで砂浜であり、改札を出てすぐの階段からその砂浜に降りることができるほど、海に近い駅である。
1番線が上下本線、2番線が下り本線となっている。これは2番線ホームが異常気象時に高波を被った場合、高浜行き電車を1番線に入線させるためで、それに備え1番線の港山方に下り場内信号機と渡り線が、高浜方に下り出発信号機がある。
松山市駅からの複線区間は当駅で終わり、終点の高浜駅までは単線となる。かつては高浜駅までも複線であったが、戦時中の物資供出のため単線化され、戦後1952（昭和27年）2月と1964（昭和39年）7月の再複線化に際してもこの区間のみ工事は行われなかった。現在でも遺構が残る。

### のりば
| 番線 | 路線    | 行先                     |
| ---- | ------- | ------------------------ |
| 1    | ■高浜線 | 三津・衣山・松山市方面   |
| 2    | ■高浜線 | 高浜・（松山観光港）方面 |

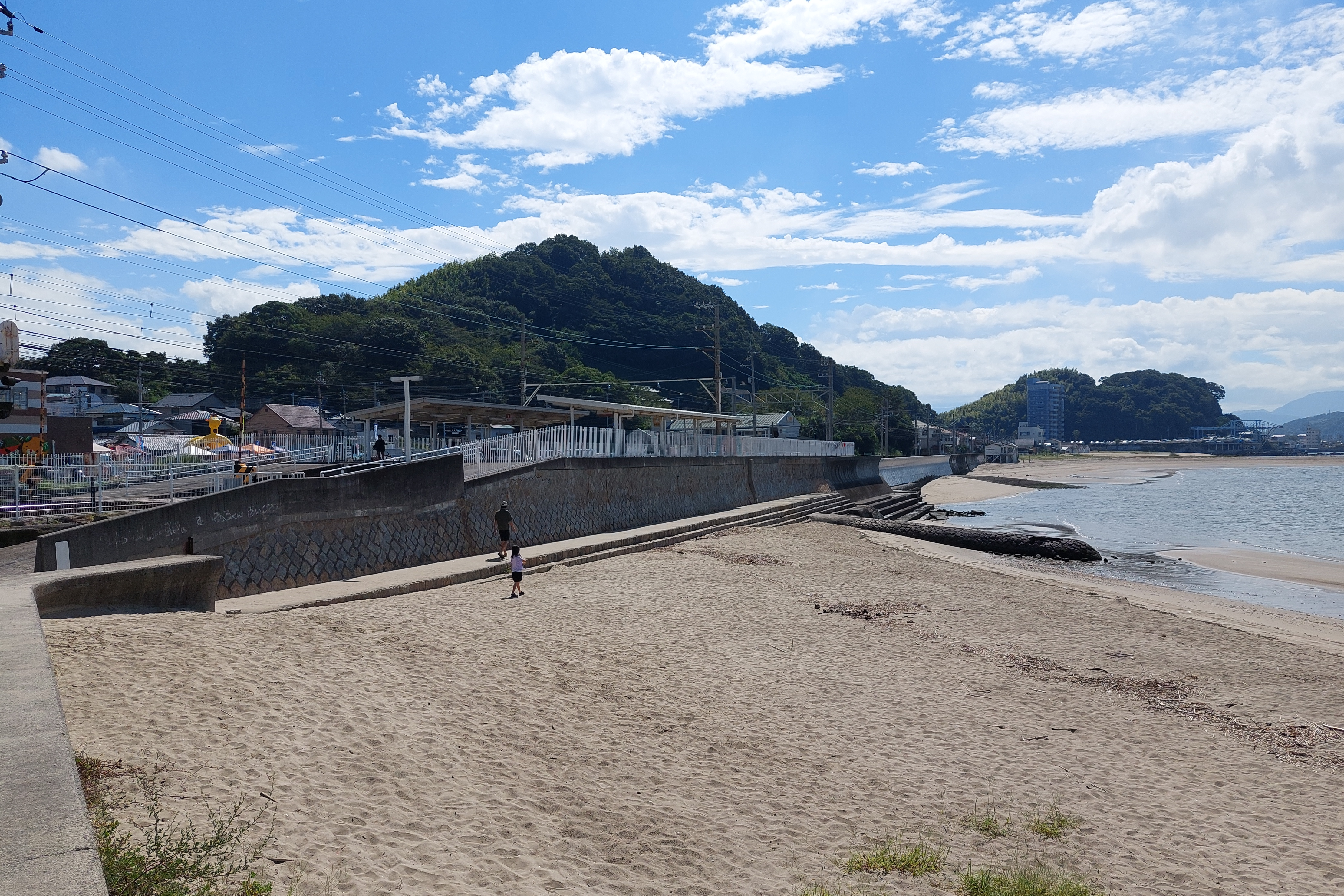
西側全景
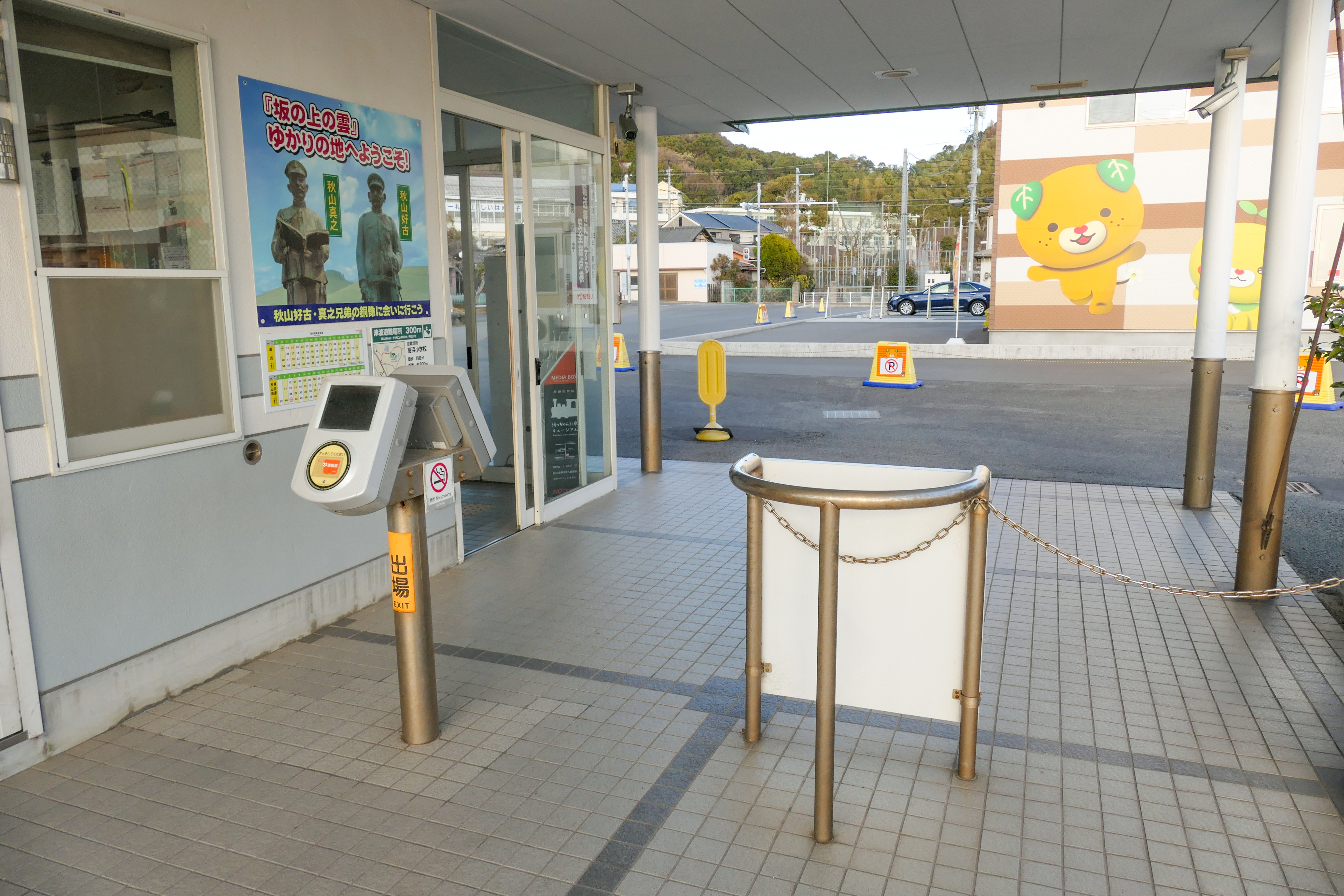
改札口
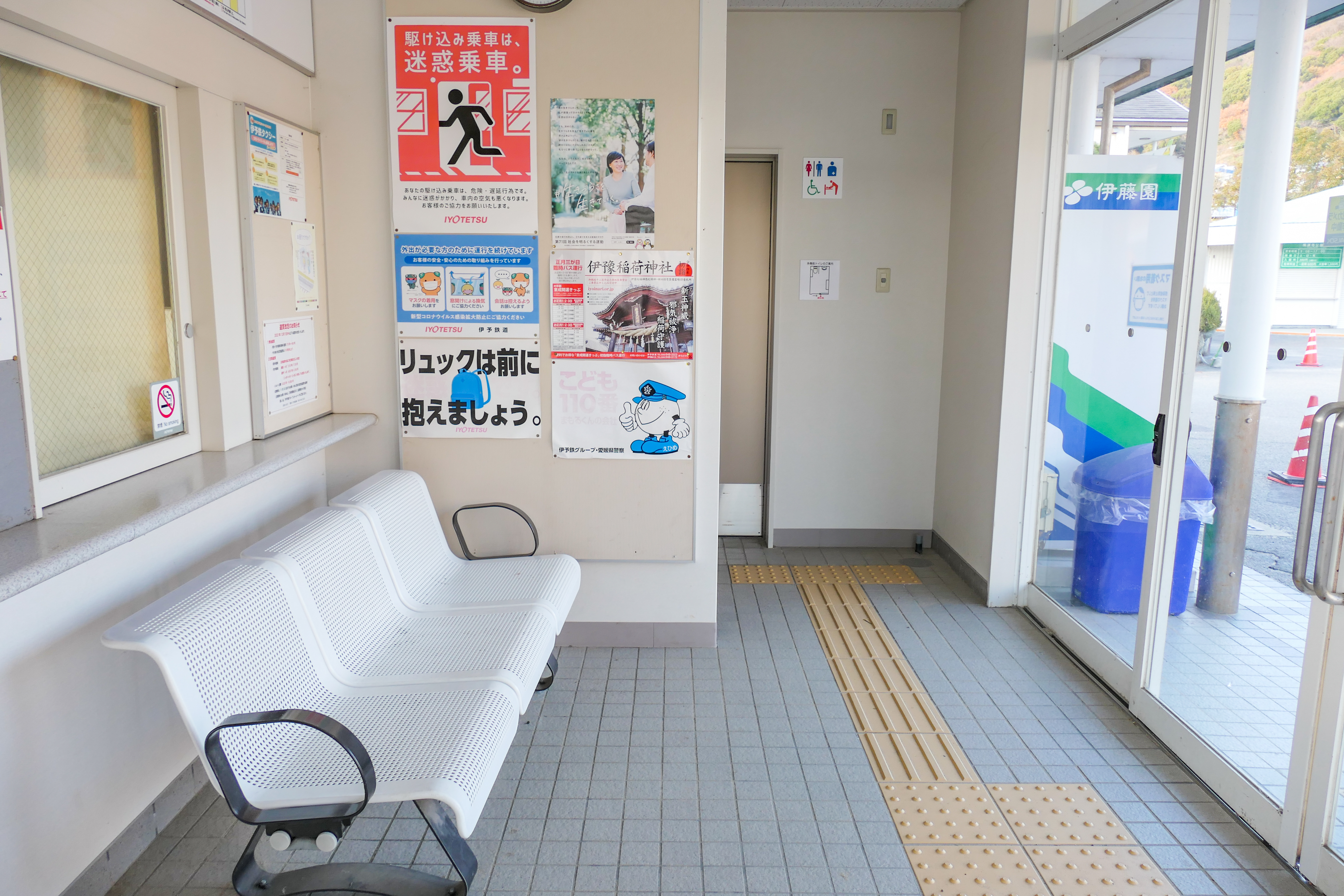
待合室
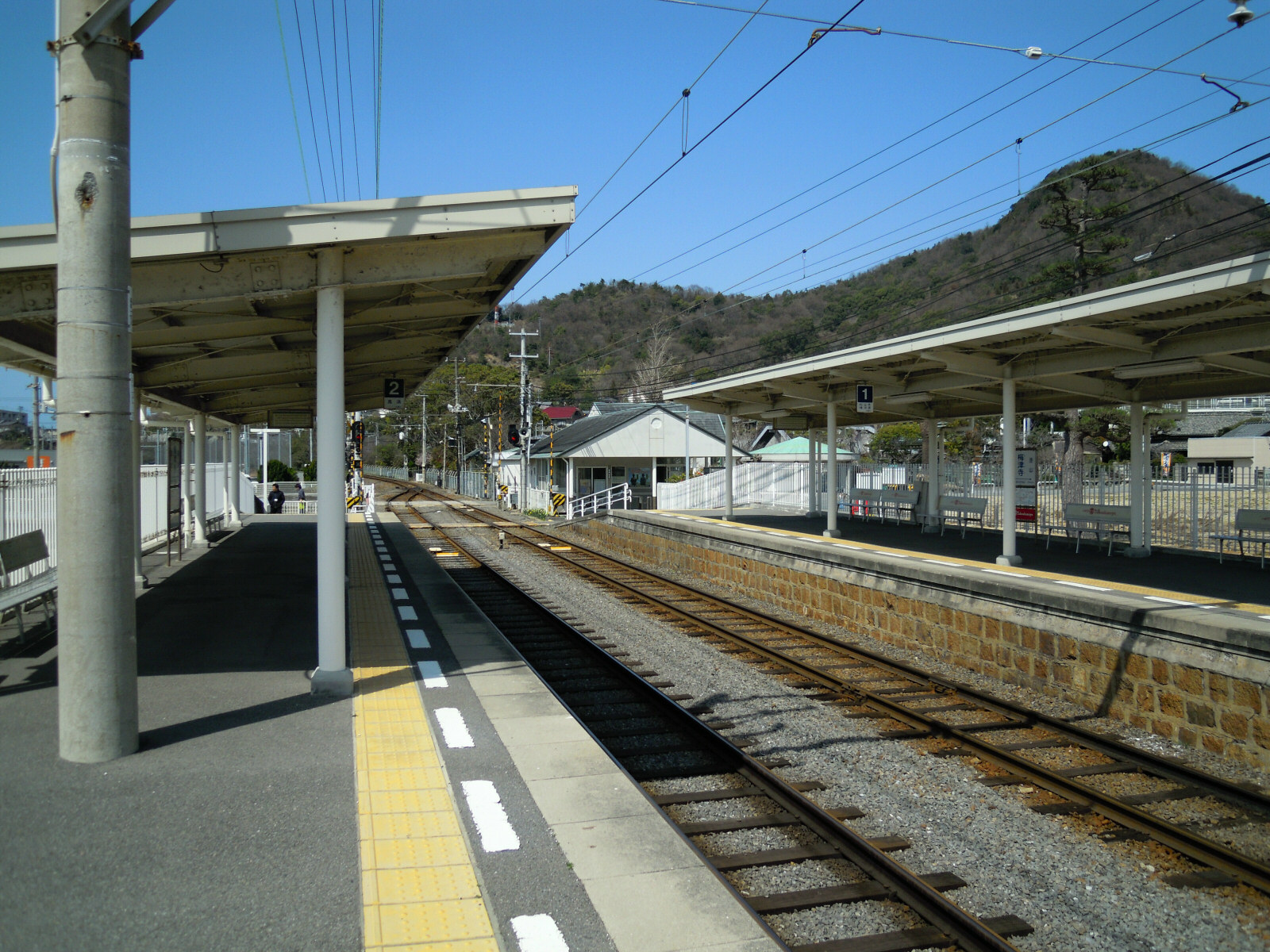
ホーム
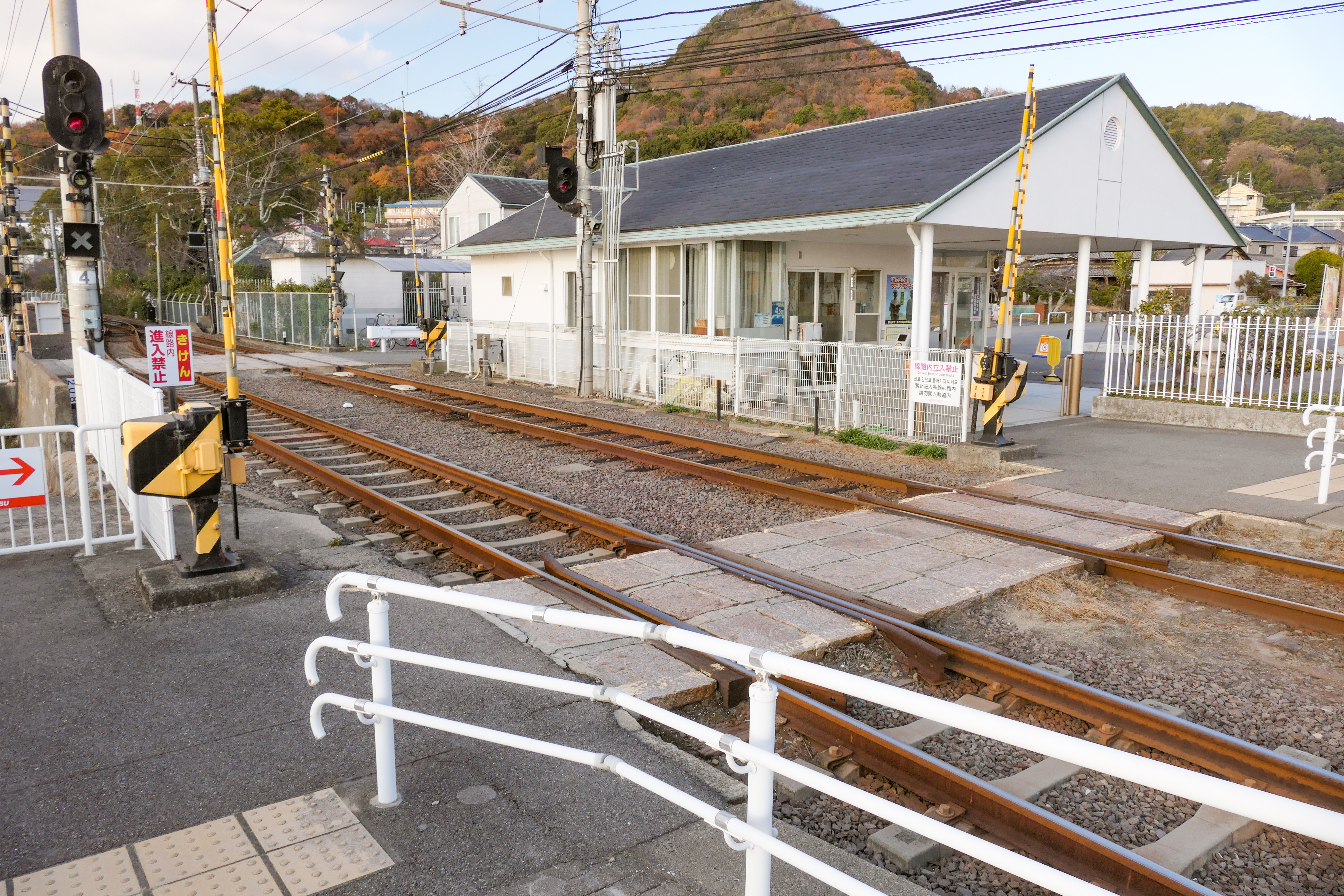
構内踏切
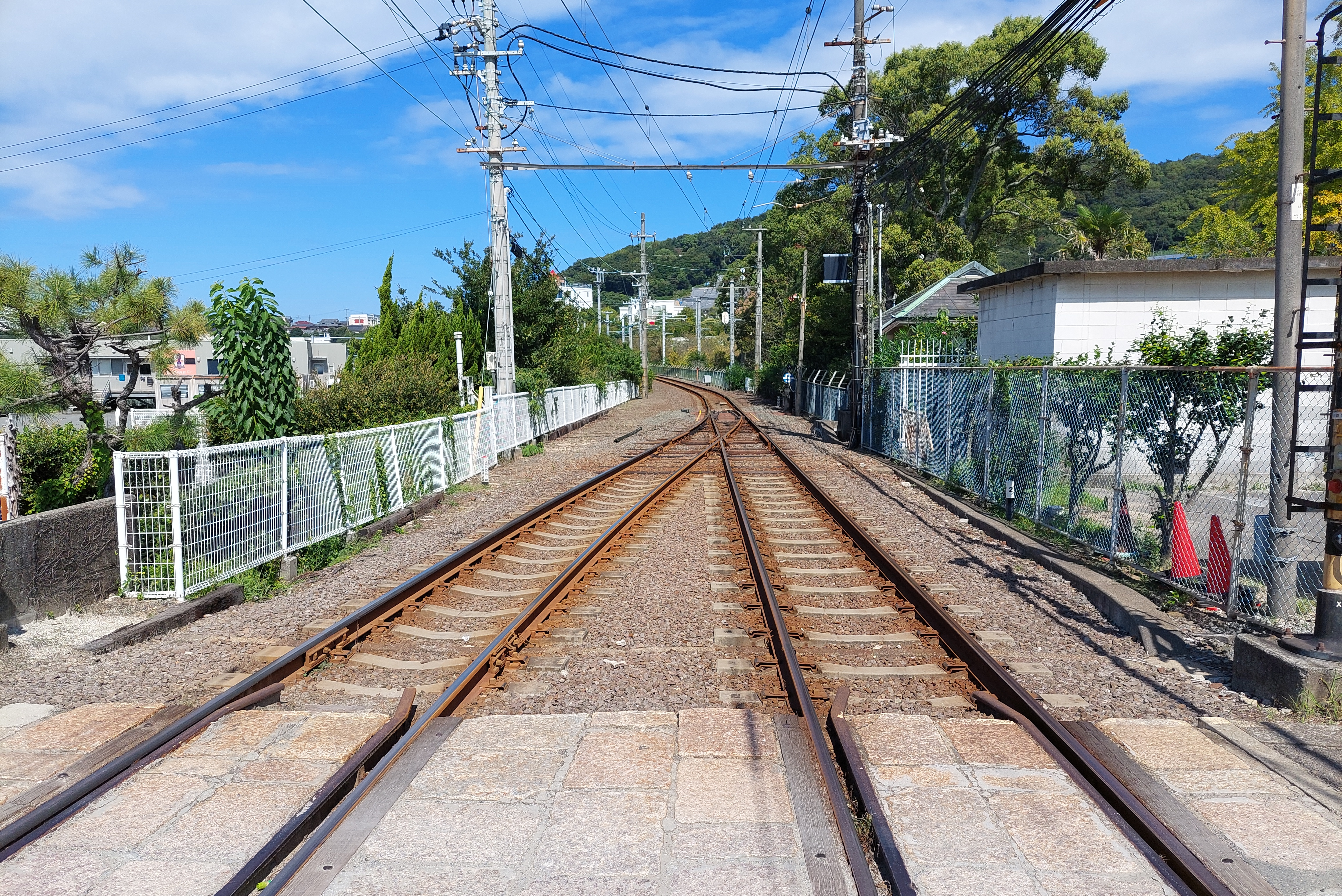
梅津寺駅北側。伊予鉄道高浜線はここから単線になる。

## 駅周辺
- 梅津寺公園[3]
- 愛媛FCクラブハウス
- 愛フィールド梅津寺
- 梅津寺
- みきゃんパーク梅津寺[12]
- 松山市立高浜小学校
- 松山市立高浜中学校

## その他
1991年（平成3年）に放送されたテレビドラマ『東京ラブストーリー』（フジテレビ・月9）最終回の舞台の一つで、主人公の赤名リカがハンカチを結びつけた柵がある。ドラマの放送後「この駅の切符を持っていると素敵な出逢いに恵まれる」という都市伝説が生まれた。赤名リカを真似てハンカチを柵に結びつける来訪者も後を絶たず、一時は柵にハンカチがずらりと並んでいた。ドラマ放映から30年以上経過するが、現在でもハンカチを残していく来訪者がいる。また、ホームの柵にはロケ地であったことを示す案内看板が設置されている。

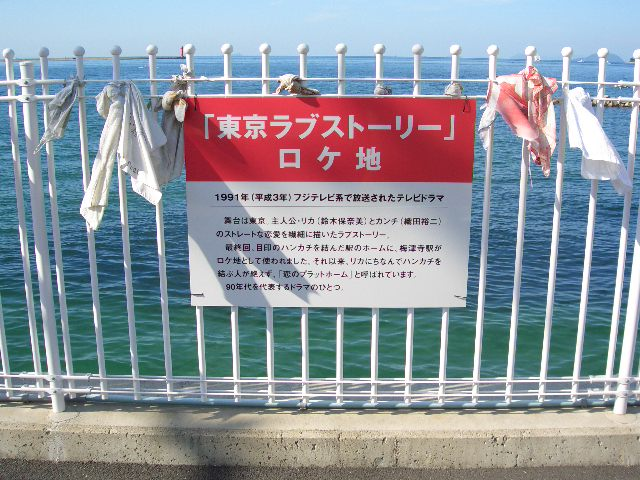
「『東京ラブストーリー』ロケ地」の看板とハンカチがついた柵

## 隣の駅
伊予鉄道
■高浜線
高浜駅 (IY01) - 梅津寺駅 (IY02) - 港山駅 (IY03)